# Al Janoub Stadium
Al Janoub Stadium – stadion w katarskim mieście Al-Wakra. Autorami projektu są Zaha Hadid Architects i firma AECOM. Służy do Mundialu w 2022 r. Później będzie grać na nim drużyna Al-Wakrah Sport Club.

## Konstrukcja
Al-Wakrah jest miastem portowym. Według twórców kształt stadionu ma przypominać rodzaj łodzi używanej niegdyś przez tutejszych poławiaczy pereł i rybaków. Liczba miejsc dla kibiców wynosi od czterdziestu czterech do czterdziestu pięciu tysięcy, a po mistrzostwach zostanie zmniejszona o połowę. Twórcy zapewniają, że pomimo gorącego klimatu Kataru temperatura wewnątrz będzie optymalna, mimo że nie przewidziano klimatyzacji, oraz że budynek będzie przyjazny dla środowiska. W bliskim sąsiedztwie stadionu zaplanowano m.in. hale widowiskowe, korty tenisowe, hotel, boiska do koszykówki itp. W 2014 r. miał być ogłoszony przetarg na przygotowawcze prace. Zakończenie budowy planowane jest na 2018 r.

## Kontrowersje
W drugiej połowie listopada 2013 r. prasa zagraniczna i internauci zaczęli wyśmiewać projekt twierdząc, że przypomina żeńskie genitalia. Washington Post, Guardian i The Independent wysnuły pewną liczbę teorii, m.in. rzekomą chęć zwrócenia uwagi na kwestię kobiet na Bliskim Wschodzie. Zaha Hadid, autorka projektu, która sama jest pochodzenia bliskowschodniego, była poirytowana tym wszystkim i zaprzeczyła wszelkim teoriom o jakimkolwiek przekazie.